# 张亮基
张亮基（1807年—1871年），字采臣，号石卿。江苏铜山（今徐州）人，清代官员。

## 生平
道光十四年（1834年）举人，入赀为内阁中书，隨大学士王鼎赴河南。道光二十六年（1846年），以京察一等出任云南临安知府，為人坦誠，深受林則徐賞識，调永昌，道光三十年累官至云南巡抚兼署云贵总督。咸丰二年调湖南巡抚。同治元年以总督衔署贵州巡抚，同治十三年湖南巡撫王文韶奉建三公祠，祀張亮基。

## 延伸阅读
[在维基数据编辑]
 《清史稿·卷424》，出自趙爾巽《清史稿》